# Auguste-Antoine de Fourment
Pour les articles homonymes, voir Fourment.
Auguste-Antoine, baron de Fourment (18 janvier 1821 à Paris - 30 octobre 1891 à Frévent), est un homme politique français.

## Biographie
Fils du baron François Luglien Louis de Fourment, il s'occupa activement d'industrie et partagea avec son père la direction de plusieurs manufactures dans la Somme. Chevalier de la Légion d'honneur, et tout dévoué au gouvernement impérial, il brigua avec succès, le 18 août 1867, dans la 4e circonscription de la Somme, la succession au Corps législatif de M. de Morgan, décédé, et fut élu député par 13 961 voix sur 24 411 votants et 28 240 inscrits, contre 10 271 voix à M. Cauvel de Beauvillé. Il prit place dans la majorité dynastique et vota constamment avec elle. Réélu, le 24 mai 1869, comme candidat officiel, avec 17 942 voix (23 098 votants, 27 949 inscrits), contre 3 260 voix à Jules Favre et 805 à M. Blin de Bourdon, il continua de soutenir le gouvernement, et approuva notamment (juillet 1870) la déclaration de guerre à la Prusse. 
À plusieurs reprises, depuis le 4 septembre, Fourment a fait de vaines tentatives pour rentrer au parlement. Il a successivement échoué: le 30 janvier 1876, comme candidat bonapartiste au Sénat dans le département de la Somme, avec 190 voix sur 930 votants ; le 20 février suivant, comme candidat conservateur à la Chambre des députés, avec 9 448 voix contre 11 133 à M. Barni, républicain, élu ; enfin, le 14 octobre 1877, comme candidat officiel du gouvernement du Seize-Mai, dans l'arrondissement de Montdidier, avec 7 913 voix contre 9 322 à M. Jametel, républicain.

## Sources
- « Auguste-Antoine de Fourment », dans Adolphe Robert et Gaston Cougny, Dictionnaire des parlementaires français, Edgar Bourloton, 1889-1891 [détail de l’édition]